# حفص بن الوليد الحضرمي
حفص بن الوليد بن سيف بن عبد الله بن الحارث بن جبل بن كليب بن عوف بن معاهر بن عمرو بن زيد بن مالك بن زيد بن الحارث بن عمرو بن حجر بن قيس بن كعب بن سهل بن زيد بن حضرموت تولي حكم مصر من قبل هشام على صلاتها، فجعل على شرطته،
قال ابن قديد، عن عبيد الله بن سعيد بن عفير ،عن أبيه قال: كان حفص بن الوليد على شرط الحر بن يوسف ، فشكاه عبيد الله بن الحبحاب إلى هشام، فعزل الحر وولى حفص بن الوليد، فكتب عبيد الله إلى هشام: إنك لم تعزل الحر إذ وليت حفصاً، فجعل الاختيار إلى عبيد الله. فاختار عبد الملك بن رفاعة .
قال عبد العزيز بن أبي ميسرة: فصُرف حفص يوم الأضحى، لم يمكث إلا جمعتين.
قال الليث وأبو ربيعة العامري وابن وزير: إن حفصاً صرف سلخ ذي الحجة سنة ثمان ومئة للهجرة.